# Desbastador
Desbastador é uma plaina manual de grandes dimensões, empregue por marceneiros, carpinteiros, entalhadores e escultores, para retirar a grossura supérflua da peça de madeira que se está a trabalhar. 
As plainas manuais, deste estilo, mas de dimensões mais reduzidas, chamam-se come-gente.

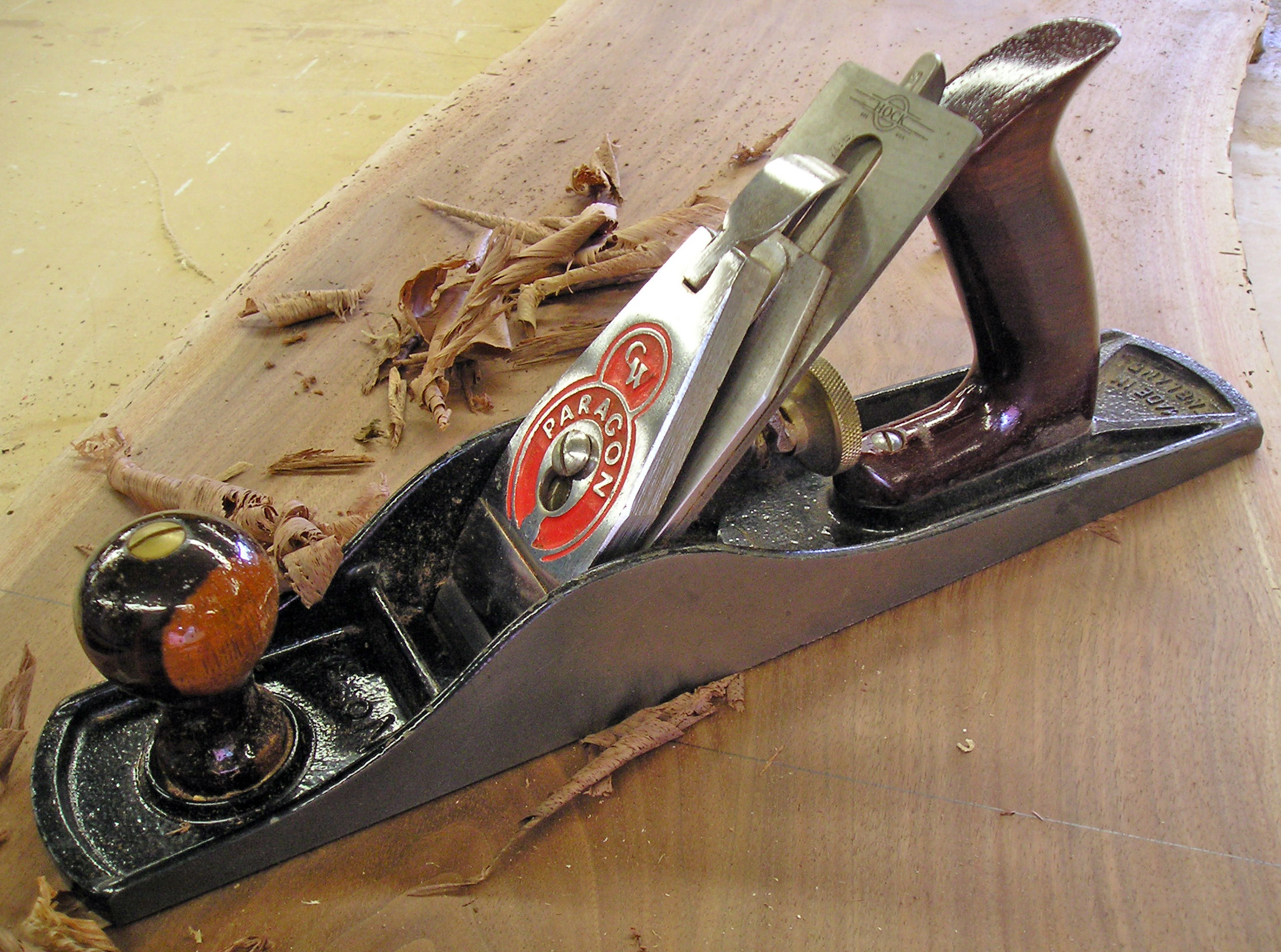
Desbastador

## Descrição
Esta ferramenta de marcenaria mede à volta de 23 centímetros, de sorte que é mais diminuta do que outros tipos de plainas, como o rebote, a plaina de volta, a plaina de dentes ou o guilherme. Tem um formato estreito e dispõe de um único ferro, abaulado, que se protrai cerca de 3 milímetros para fora do rasto. O desbastador e o come-gente servem para se ir desbastando a madeira, ao máximo necessário, para que esta depois possa ser aparelhada.